# Richard Rosecrance
Richard Newton Rosecrance (* 24. Oktober 1930 in Milwaukee; † 7. März 2024) war ein US-amerikanischer Wirtschaftswissenschaftler, Historiker und Politikwissenschaftler. Er forschte und lehrte im Bereich internationale Beziehungen und beschäftigte sich insbesondere mit dem Zusammenhang zwischen ökonomischen Phänomenen und staatlichen Außenpolitiken. Rosecrance gilt als Vertreter der liberalen Denkschule im Bereich der internationalen Beziehungen. 

## Leben
Rosecraft war Direktor des Belfer Center for International Relations der University of California, Los Angeles, und arbeitete am King’s College London, der London School of Economics, dem europäischen Hochschulinstitut sowie der Australian National University. Er war Mitarbeiter des US-amerikanischen Außenministeriums.
Rosecrance war außerplanmäßiger Professor der Public Policy an der 
John F. Kennedy School of Governance der Harvard University, Senior Fellow am Belfer Center for Science and International Affairs der John F. Kennedy School of Governance und forschte an der University of California im Bereich Politikwissenschaft.

## Werke (Auswahl)
- 1986: The Rise of the Trading State
- 1990: America’s Economic Resurgence
- 1993: The Domestic Bases of Grand Strategy
- 1999: The Rise of the Virtual State
- 2001: The New Great Power Coalition (Hrsg.)
- 2006: No More States? (Hrsg.)
- 2014: The Next Great War? The Roots of World War I and the Risk of U.S.-China Conflict  (Hrsg. mit Steven E. Miller)